# Olympus E
Olympus E est une gamme d'appareils photographiques reflex numériques, basée sur le format 4/3, développée par le fabricant japonais Olympus.
Caractéristique de base du système Olympus E, la monture 4/3 est une norme ouverte (donc non exclusive d'Olympus) : capteur au format 4/3 (17,3 × 13,0 mm). Tous les Olympus E sont dotés d'un très efficace système de nettoyage du capteur par ultrasons (système SuperSonic Wave Filter). On retrouve ces deux points sur toute la gamme.

## Les modèles reflex numériques à objectifs interchangeables
On distingues 3 gammes d'appareils E :

- les modèles "pros" (à 1 chiffre après la lettre E et son tiret) : E-1, E-3, E-5, tous basés sur un esprit baroudeur [belle visée, grande robustesse et tropicalisation de haut niveau (presque étanches)] ;
- les modèles "grand public" (à 3 chiffres suivant le E et son trait d'union) : E-300, E-330, E-400, E-410, E-420, E-450, E-500, E-510, E-520, E-600, E-620 ;
- un modèle "Expert" (à 2 chiffres après le E) : E-30.

Il a existé 2 autres appareils reflex de gamme E à 2 chiffres, le E10 et le E20, mais ceux-ci n'entrent pas dans la catégorie du présent article car ce sont des reflex à objectif fixe, classés à ce titre dans la catégorie Olympus Camedia.

Une grande partie des boîtiers Olympus E sont stabilisés (E-3, E-5, E-30, E-510, E-520, E-600, E-620), ce qui permet de garder la stabilisation quelles que soient les optiques montées dessus (même les anciennes optiques manuelles).

### E-1
Sorti en 2003
Premier reflex numérique à objectif interchangeable commercialisé par Olympus
Capteur CCD 5 millions de pixels
Viseur pentaprisme, Champ de vue : 100 % , Grossissement : x0,96
AF 3 points
Mesure lumière 49 zones
Obturateur 1/4000 s
Rafale 3 im./s (sur 12 images)
Écran fixe de 1,8" (134 000 pixels)
Lecteur carte CompactFlash

### E-3
Sorti en 2007
Remplaçant du E-1
Capteur Live MOS 10 millions de pixels
Viseur pentaprisme (plus grand et plus lumineux), Champ de vue : 100 % , Grossissement : x1.15
Affichage de la visée par l'écran de contrôle (Live View)
Stabilisation d'image par déplacement du capteur
AF à corrélation de phase 11 points
Mesure lumière 49 zones
Obturateur 1/8000 s
Rafale 5 im./s
Flash intégré NG13 (que n'avait pas le E1)
Ajout du contrôle des flashs sans fil
Écran orientable de 2,5" (230 000 pixels)
Lecteur carte xD-Picture et CompactFlash

### E-5
Sorti en 2010
Remplaçant (évolution) du E-3, il en garde toutes les caractéristiques sauf :
Capteur Live MOS 12 millions de pixels
Ajout d'un AF à mesure de contraste sur le capteur permettant la mise au point pendant le Live View
L'écran orientable passe à 2,7"
Lecteur carte SDHC et CompactFlash
Ajout de filtres artistiques

### E-30
Sorti en 2008
Capteur Live MOS 12 millions de pixels
Viseur pentaprisme, Champ de vue : 98 % , Grossissement : x1.02
AF à corrélation de phase 11 points
AF à mesure de contraste sur le capteur permettant la mise au point pendant le Live View
Stabilisation d'image par déplacement du capteur
Mesure lumière 49 zones
Obturateur 1/8000 s
Rafale 5 im./s
Flash intégré NG 13
Contrôle des flashs sans fil
Écran orientable 2,7"
Filtres artistiques

### E-300
Sorti en 2004
Capteur CCD 8 millions de pixels
Viseur à prisme de Porro, Champ de vue : 94 % , Grossissement : x1
AF 3 points
Mesure lumière 49 zones
Obturateur 1/4000 s
Rafale 2,5 im./s (sur 4 images)
Flash intégré NG 13
Écran fixe de 1,8" (134 000 pixels)
Lecteur carte CompactFlash

### E-330
Sorti en 2006
Grosse évolution du E-300 afin de devenir le Premier reflex numérique équipé de la visée par l'écran Live View avec AF disponible grâce à un deuxième capteur.
Capteur Live MOS 7,5 millions de pixels
Viseur à prisme de Porro, Champ de vue : 95 % , Grossissement : x0.93
Rafale 3 im./s (sur 15 images)
Écran orientable de 2,5" (215 250 pixels)
Lecteur carte xD-Picture et CompactFlash

### E-400
Sorti en 2006
Le reflex numérique le plus compact du marché
Non vendu aux États-Unis
Capteur CCD 10 millions de pixels
Écran 2,5" (6,4 cm de diagonale)
Lecteur carte xD-Picture et CompactFlash

### E-410
Sorti en 2007
Évolution du E-400 par l'intégration de la visée par l'écran Live View
Capteur Live MOS 10 millions de pixels
Affichage de la visée par l'écran de contrôle (Live View)
Écran 2,5"
Lecteur carte xD-Picture et CompactFlash

### E-420
Sorti en 2008
Évolution du E-410 par 3 améliorations
Ajout d'un AF à mesure de contraste sur le capteur permettant la mise au point pendant le Live View
Ajout du contrôle des flashs sans fil
Passage de l'écran de contrôle à 2.7"

### E-450
Sorti en 2009
Évolution du E-420 par l'ajout de filtres artistiques

### E-500
Sorti en 2005
Capteur CCD 8 millions de pixels
Viseur pentamiroir
Champ de vue : 95 % , Grossissement : x0,9
Point de vision : 16 mm
Réglage dioptrique : -3,0 à +1,0
Écran ACL 2.5" TFT  215 000 pixels
Vitesse d'obturation : 1/4000 à 60 s + pose B (limite : 8 min)
Mise au point automatique: système de détection de contraste/phase TTL à 3 points (gauche, centre, droite)
Plage de luminance AF : EV 0 à EV 19
Éclairage AF par le flash incorporé ou externe.
Système de mesure de la lumière : TTL sur 49 segments, ESP, pondérée centrale, spot(2%).
Plage de mesure :  EV 1 à 20 sauf EV 3 à 17 en spot

### E-510
Sorti en 2007
Premier reflex à monture « Four Thirds » disposant d'un stabilisateur d'image
Capteur Live MOS 10 millions de pixels
Affichage de la visée par l'écran de contrôle (Live View)
Stabilisation d'image par déplacement du capteur
Écran 2,5" (6,4 cm de diagonale)
Lecteur carte xD-Picture et CompactFlash

### E-520
Sorti en 2008
Évolution du E-510 par 3 améliorations
Ajout d'un AF à mesure de contraste sur le capteur permettant la mise au point pendant le Live View
Ajout du contrôle des flashs sans fil
Passage de l'écran de contrôle à 2.7"

### E-600
Sorti en 2009
Version économique du E-620 créé pour le marché internet afin de créer un produit à prix réduit
Identique au E-620 sauf :
Suppression du rétroéclairage des boutons
Suppression de deux des filtres artistiques

### E-620
Sorti en 2009
Capteur Live MOS 12 millions de pixels
Viseur pentaprisme, champ de vue : 95 % , Grossissement : x0.96
AF à corrélation de phase 7 points
AF à mesure de contraste sur le capteur permettant la mise au point pendant le Live View
Stabilisation d'image par déplacement du capteur
Mesure lumière 49 zones
Obturateur 1/4000 s
Rafale 4 im./s
Flash intégré NG 12
Contrôle des flashs sans fil
rétroéclairage des boutons de la face arrière
Écran orientable 2,7"
Filtres artistiques

### Autres gammes de modèles
- Olympus Camedia,
- Olympus μ.